# Graben (Berne)
Pour les articles homonymes, voir Graben (homonymie).

Vue aérienne avec Berken et Bannwil prise à 3000 m par Walter Mittelholzer (1923)

Graben est une commune suisse du canton de Berne, située dans l'arrondissement administratif de Haute-Argovie.